# Cataulacus nenassus
Cataulacus nenassus är en myrart som beskrevs av Bolton 1974. Cataulacus nenassus ingår i släktet Cataulacus och familjen myror. Inga underarter finns listade.